# Aporia leucodice
Aporia leucodice is een vlindersoort uit de familie van de Pieridae (witjes), onderfamilie Pierinae.
Aporia leucodice werd in 1843 beschreven door Eversmann.